# Ten Masked Men (álbum)
Ten Masked Men es el álbum debut de la banda de Death metal Ten Masked Men lanzado en 1999.

## Canciones
1. "Beat It" (Michael Jackson)
2. "Gold" (Spandau Ballet)
3. "Deeper Underground" (Jamiroquai)
4. "The Living Daylights" (a-ha)
5. "Wonderwall" (Oasis)
6. "White Wedding" (Billy Idol)
7. "Message In A Bottle" (The Police)
8. "Into The Groove" (Madonna)
9. "Stayin' Alive" (Bee Gees)
10. "The Man With The Golden Gun" (Lulu)

- Datos: Q6141472